# Mairis Briedis
Mairis Briedis est un boxeur letton né le 13 janvier 1985 à Riga.

## Carrière
Passé professionnel en 2009, il remporte le titre vacant de champion du monde des poids lourds-légers WBC le 1er avril 2017 en battant aux points Marco Huck. Il conserve son titre le 30 septembre 2017 en battant également aux points Mike Perez à Riga devant un public survoltée. Il se qualifie par la même occasion pour la demi-finale du trophée Mohamed Ali. Son combat suivant se déroule le 28 janvier 2018 face au boxeur ukrainien également invaincu Oleksandr Usyk. Briedis s'incline de peu aux points.
Le 15 juin 2019, il bat par arrêt de l'arbitre au 3e round Krzysztof Głowacki et s'empare de la ceinture WBO laissée vacante par Usyk, ceinture dont il est dépossédé le 25 novembre 2019. Briedis remporte ensuite la ceinture IBF de la catégorie après sa victoire aux points contre Yuniel Dorticos le 26 septembre 2020 puis il bat Artur Mann par arrêt de l'arbitre au 3e round le 16 octobre 2021. Il est en revanche battu aux points par Jai Opetaia le 2 juillet 2022 ainsi que le 18 mai 2024.